# Račak-massakren
Račak massakren som foregik den 15. januar 1999, var en af de blodigste uafhængige episoder i optakten til Kosovokrigen. 45 kosovo-albanere blev dræbt i landsbyen Račak (Reçak på albansk) i den centrale del af Kosovo.
 Der er for få eller ingen kildehenvisninger i denne artikel, hvilket er et problem. Du kan hjælpe ved at angive troværdige kilder til de påstande, som fremføres i artiklen.

42°26′N 21°01′Ø / 42.43°N 21.02°Ø